# Thomas Young (rugby à XV)
Pour les articles homonymes, voir Thomas Young (homonymie) et Young.
Pas d'image ? Cliquez ici

a Compétitions nationales et continentales officielles uniquement.

b Matchs officiels uniquement.
Dernière mise à jour le 29 juin 2022.
Thomas Young, né le 18 mai 1992 à Merthyr Tydfil, est un joueur de rugby à XV évoluant au poste de troisième ligne aile dans le club des Wasps et également international gallois depuis 2017. Il est le fils de l'ancien international gallois, et actuel entraîneur des Wasps Dai Young.

## Biographie
À la mi-saison 2013-2014, en janvier 2014, il est libéré de son contrat par Cardiff et rejoint alors avec Gloucester pour le reste de la saison.
Après seulement trois matchs joués avec Gloucester, il décide ensuite de s'engager avec le club des Wasps, entraîné par son père Dai Young.
En 2017, il est appelé en équipe du pays de Galles par Warren Gatland pour disputer la tournée de novembre.
En 2019-2020, les Wasps atteignent la finale du championnat et affronte les Exeter Chiefs. Pour cette rencontre, Thomas Young est titulaire en troisième ligne accompagné par les frères Jack et Tom Willis mais son équipe est battue 19 à 13,.

## Palmarès

### En club
- Wasps
  - Finaliste du Championnat d'Angleterre en 2017
  - Finaliste du Championnat d'Angleterre en 2020

### En sélection nationale
- Pays de Galles
  - Vainqueur du Tournoi des Six Nations en 2019 (Grand Chelem)

#### Tournoi des Six Nations
| Édition                      | Rang | Résultats Angleterre | Résultats Young | Matchs Young |
| ---------------------------- | ---- | -------------------- | --------------- | ------------ |
| Tournoi des Six Nations 2019 | 1    | 5 v, 0 n, 0 d        | 1 v, 0 n, 0 d   | 1/5          |

Légende : v = victoire ; n = match nul ; d = défaite ; la ligne est en gras quand il y a Grand Chelem.